# Romeo & Julie (Julie Rugaard-album)
Romeo & Julie er det debutalbummet fra den danske popsangerinde Blå Øjne. Det blev udgivet i 1999. Albummets helt store hit var "Romeo", der er en coverversion af Sebastians sang af samme navn. Sangen solgte tredobbelt platin. 
Derudover indeholder albummet også coverversioner af Anne Linnet "Smuk og dejlig", Dieters Lieders "Dig og mig", Søs Fengers "Inderst Inde" og C.V. Jørgensens "Hvorfor Er Lykken Så Lunefuld". Albummet solgte dobbelt platin.

## Spor
1. "Romeo" - 3:56
2. "Dig og mig" - 3:21
3. "Forelsket" - 3:42
4. "Smuk og dejlig" - 3:29
5. "Guldregn Allé" - 3:46
6. "Inderst Inde" feat. Al Agami - 3:45
7. "Hvorfor Er Lykken Så Lunefuld" - 4:09
8. "Nattog" - 4:05
9. "Hvis Jeg Ku'" feat. MC Clemens - 3:41
10. "De Ting Du Var" - 3:57
11. "Dine Øjne Er Så Blå" - 3:34
12. "Din Duft" - 4:45